# My Generation (Limp-Bizkit-Lied)
My Generation (englisch für „Meine Generation“) ist ein Lied der US-amerikanischen Nu-Metal-Band Limp Bizkit. Der Song ist die dritte Singleauskopplung ihres dritten Studioalbums Chocolate Starfish and the Hot Dog Flavored Water und wurde am 30. Oktober 2000 als Single veröffentlicht.

## Inhalt
My Generation handelt von der Generation X, zu der die Mitglieder von Limp Bizkit gehören. Die Generation wurde zur Zeit der Veröffentlichung des Songs von der Öffentlichkeit und den Medien vor allem aufgrund der Ausschreitungen 1999 auf dem Festival Woodstock III, bei dem auch die Band auftrat, als gewalttätig und orientierungslos kritisiert. Das Lied wird von Fred Durst aus der Perspektive des lyrischen Ichs gesungen, der die Vorwürfe zurückweist und meint, dass seine Generation den anderen egal sei und ihr die Schuld für alles Schlechte zugeschoben werde. Solange sie nur Ablehnung erfahren, sei ihnen ebenfalls alles scheißegal. Es finden sich auch Referenzen an den gleichnamigen Song von The Who aus dem Jahr 1965.

“Generation X, generation Strange

Sun don’t even shine through our window pane

So go ahead and talk shit, talk shit about me

Go ahead and talk shit about my g-g-generation”

## Produktion
Der Song wurde von Limp Bizkit zusammen mit dem Musikproduzenten Terry Date produziert. Als Autoren fungierten die Limp-Bizkit-Mitglieder Fred Durst (Text), Wes Borland, John Otto und Sam Rivers (Musik).

## Musikvideo
Bei dem zu My Generation gedrehten Musikvideo führte Fred Durst selbst Regie. Es verzeichnet auf YouTube über 133 Millionen Aufrufe (Stand August 2023). Das Video zeigt Limp Bizkit, die den Song in einer Halle auf einer Bühne spielen, wobei Fred Durst sein charakteristisches rotes Basecap trägt und den Text aggressiv in die Kamera rappt und singt. Draußen versammeln sich derweil Scharen von Fans, die auf das Konzert warten. Zwischendurch werden Liveaufnahmen von Auftritten der Band, inklusive Crowdsurfing, gezeigt.

## Single

### Covergestaltung
Die Single wurde in zwei verschiedenen Versionen mit leicht unterschiedlichen, schwarz-weißen Covern veröffentlicht. Das erste Cover zeigt die fünf Limp-Bizkit-Mitglieder als Comicfiguren, die ernst blicken und von Nebel umhüllt sind. Im oberen Teil des Bildes befinden sich die grauen Schriftzüge limp bizkit und my generation, während der Hintergrund schwarz gehalten ist. Auf dem zweiten Singlecover sind statt der Comicfiguren die richtigen Gesichter der fünf Bandmitglieder, ebenfalls in Nebel gehüllt, zu sehen.

### Titellisten
Version 1
1. My Generation (Radio Edit) – 3:41
2. Back o da Bus (Non-LP Version) – 1:19
3. Faith (LP Version) – 3:52
4. My Generation (Explicit) Video – 3:41

Version 2
1. My Generation (Album Version) – 3:41
2. It’s Like That Y’All feat. Run-D.M.C. (Non-LP Version) – 4:30
3. Snake in Your Face (Non-LP Version) – 4:09

### Chartplatzierungen
My Generation stieg am 13. November 2000 auf Platz 23 in die deutschen Singlecharts ein und belegte in den folgenden beiden Wochen Rang 29. Insgesamt konnte es sich neun Wochen lang in den Top 100 halten. Weitere Chartplatzierungen gelangen unter anderem mit Position fünf in Finnland, Platz elf in Italien, Rang 15 in Spanien und im Vereinigten Königreich, Position 19 in Österreich und Platz 23 in der Schweiz.
| ChartsChartplatzierungen     | Höchstplatzierung | Wochen |
| ---------------------------- | ----------------- | ------ |
| Deutschland (GfK)            | 23 (9 Wo.)        | 9      |
| Österreich (Ö3)              | 19 (10 Wo.)       | 10     |
| Schweiz (IFPI)               | 23 (12 Wo.)       | 12     |
| Vereinigtes Königreich (OCC) | 15 (10 Wo.)       | 10     |

### Verkaufszahlen und Auszeichnungen
My Generation wurde im Jahr 2024 für mehr als 200.000 Verkäufe im Vereinigten Königreich mit einer Silbernen Schallplatte ausgezeichnet.

| Land/Region                  | Auszeichnungen für Musikverkäufe (Land/Region, Auszeichnung, Verkäufe) | Verkäufe |
| ---------------------------- | ---------------------------------------------------------------------- | -------- |
| Vereinigtes Königreich (BPI) | Silber                                                                 | 200.000  |
| Insgesamt                    | 1× Silber ·                                                            | 200.000  |

Hauptartikel: Limp Bizkit/Auszeichnungen für Musikverkäufe